# Cerdistus elegans
Cerdistus elegans är en tvåvingeart som beskrevs av Jacques-Marie-Frangile Bigot 1888. Cerdistus elegans ingår i släktet Cerdistus och familjen rovflugor.
Artens utbredningsområde är Tunisien. Inga underarter finns listade i Catalogue of Life.